# Mithuna fuscivena
Mithuna fuscivena là một loài bướm đêm thuộc phân họ Arctiinae, họ Erebidae.